# Parti socialiste de la Colombie-Britannique
Le Parti socialiste de la Colombie-Britannique était un parti politique provincial qui a fusionné en 1905 dans un parti politique national, le Parti socialiste du Canada. 2 ans de plus tôt le SPBC avait obtenu des sièges à l'assemblée locale pour s'opposer au gouvernement provincial de Victoria, la capitale de la Colombie-Britannique au Canada ouest. Le SPBC n'était finalement pas réussi avec le parti socialiste national et n'a pas gagné des sièges dans la législature pour s'opposer au gouvernement national à Ottawa, le capital du Canada. Les commencements du Nouveau Parti démocratique de la Colombie-Britannique ont inclus fusionner les représentants provinciaux du parti socialiste du Canada en Colombie-Britannique dans le BCNDP en 1933. Le parti politique provincial SPBC a fusionné dans un parti national SPC en 1905 et puis le SPC (BC) fusionné avec le parti provincial BCNDP en 1933.
| Parti socialiste de la Colombie-Britannique | Parti socialiste de la Colombie-Britannique             | Parti socialiste de la Colombie-Britannique |
| Prédécesseur |                                                         | Successeur                                  |
| --- | ------------------------------------------------------- | ------------------------------------------- |
| Syndicats, activisme socialisme, socialiste de la Colombie-Britannique, et le parti socialiste révolutionnaire de Colombie-Britannique (1898–1901) | Parti socialiste de la Colombie-Britannique (1901–1905) | Parti socialiste du Canada (1905–1925)      |